# Tori Penso
Tori Penso   (Stuart, 1985) és una àrbitra de futbol estatunidenca. El 2020, es va convertir en la primera dona a arbitrar un partit de la temporada regular de la Major League Soccer (MLS) en 20 anys.

## Trajectòria
Penso es va criar a Stuart i va començar a arbitrar a l'escola secundària juntament amb els seus germans grans. Va ser convidada a un camp d'arbitratge del Programa de Desenvolupament Olímpic a Alabama als 18 anys. Es va graduar a la Florida State University el 2008 amb un títol de Màrqueting Digital. Va treballar per a Coca-Cola i Red Bull fins que es va traslladar a l'estat d'Ohio per a estudiar un màster en administració d'empreses el 2015 a la University Case Western Reserve.
Penso es va unir a la Federació de Futbol dels Estats Units com a àrbitre el 2013 i va ser assignada a tornejos universitaris femenins i a la Lligues professionals femenines de futbol als Estats Units (NWSL). Després de la Copa Adidas Generation 2019, va ser convidada a unir-se al programa de desenvolupament PRO2 de la Professional Referee Organization. Més endavant, va exercir com a àrbitra assistent en diversos partits de la Major League Soccer.
El gener de 2020, Penso va ser nomenada directora gerent de la National Intercollegiate Soccer Officials Association. El 25 de setembre de 2020, es va convertir en la novena dona a arbitrar un partit de la MLS i la primera des de Sandra Hunt el maig de 2000.
El 9 de gener de 2023, la FIFA la va nomenar com a membre del grup arbitral de la Copa del Món Femenina de Futbol de 2023 celebrat a Austràlia i Nova Zelanda. Penso va ser designada per arbitrar la final, així com una semifinal i tres partits anteriors.